# Lijst van rijksmonumenten in Gendt
De plaats Gendt telt 9 inschrijvingen in het rijksmonumentenregister. Hieronder een overzicht.
| Object | Oorspronkelijke functie?  | Bouwjaar                                    | Architect | Locatie            | Coördinaten?                  | Nr.?  | Afbeelding |
| --- | ------------------------- | ------------------------------------------- | --------- | ------------------ | ----------------------------- | ----- | --- |
| Twee wapenleeuwen, afkomstig van het inrijhek van het voormalige Huis te Gendt, thans geplaatst op moderne pijlers                                                                                        | Erfscheiding              | 17e- of 18e eeuw                            |           | Nijmeegsestraat 19 | 51° 52' 27" NB, 5° 57' 58" OL | 16076 | Meer afbeeldingen |
| "Hagevoort": Bekroningen van de hekpijlers | Erfscheiding              | 18e eeuw                                    |           | Galgendaal 15      | 51° 52' 20" NB, 5° 56' 52" OL | 16077 | Meer afbeeldingen |
| Gepleisterde boerderij op T-vormige plattegrond, naast de poorttoren van Poelwijk. Deuromlijsting met consoles onder het hoofdgestel en bovenlicht met levensboom                                         | Boerderij                 | 1864 (eerste steen)                         |           | Poelwijklaan 5     | 51° 52' 18" NB, 5° 57' 55" OL | 16078 | Gepleisterde boerderij op T-vormige plattegrond, naast de poorttoren van Poelwijk. Deuromlijsting met consoles onder het hoofdgestel en bovenlicht met levensboom |
| Poorttoren van het voormalige Huis Poelwijk. Bakstenen bouwwerk, op vierkante plattegrond met aan de bovenzijde een uitkraging op spitsboognissen met kraagstenen. Na oorlogsschade gerestaureerd in 1960 | Bijgebouwen kastelen enz. | 15e eeuw                                    |           | Poelwijklaan bij 5 | 51° 52' 19" NB, 5° 57' 54" OL | 16079 | Meer afbeeldingen |
| Hervormde Kerk | Kerk en kerkonderdeel     | 1944 (herbouw) 1964 (rest.)                 |           | Torenlaan 14       | 51° 52' 30" NB, 5° 58' 25" OL | 16080 | Meer afbeeldingen |
| Toren der Hervormde Kerk. Toren, waarvan de benedenverdieping resten van een romaanse kerk bevat. Klokkenverdieping met gekoppelde galmgaten binnen spitsboognissen                                       | Kerk en kerkonderdeel     | 15e eeuw                                    |           | Torenlaan 14       | 51° 52' 31" NB, 5° 58' 24" OL | 16081 | Meer afbeeldingen |
| Aan de Waaldijk tussen Kommerdijk en Haalderen een hardstenen grenspaal | Grensafbakening           | 18e eeuw                                    |           | bij Waaldijk 34    | 51° 52' 8" NB, 5° 57' 13" OL  | 16082 | Meer afbeeldingen |
| Terrein waarin sporen van bewoning | Archeologisch monument    | Romeinse Tijd, Vroege- en Late Middeleeuwen |           |                    | 51° 52' 59" NB, 5° 58' 32" OL | 47102 | Upload foto |
| Terrein waarin overblijfselen van het kasteel Poelwijk | Archeologisch monument    | Middeleeuwen                                |           |                    | 51° 52' 18" NB, 5° 57' 56" OL | 47103 | Upload foto |